# 拉姆泰克
拉姆泰克（Ramtek），是印度马哈拉施特拉邦那格浦尔县的一个城镇。总人口22517（2001年）。

## 人口
该地2001年总人口22517人，其中男性11537人，女性10980人；0—6岁人口2762人，其中男1383人，女1379人；识字率75.11%，其中男性为81.80%，女性为68.08%。